# Греція на літніх Олімпійських іграх 1936
Греція на літніх Олімпійських іграх 1936 не виборола жодної медалі.